# 沙居食蝗鼠屬
沙居食蝗鼠屬（Onychomys），哺乳綱、囓齒目、倉鼠科的一屬，而與沙居食蝗鼠屬（食蝗鼠）同科的動物尚有稻鼠屬（白喉稻鼠）、奧氏鼠屬（奧氏鼠）、小嘯鼠屬（烏鐵小嘯鼠）、屋鼠屬（山屋鼠）等之數種哺乳動物。

## 種
沙居食蝗鼠屬一共有三種，分別是：
- Mearns's Grasshopper Mouse, Onychomys arenicola
- Northern Grasshopper Mouse, Onychomys leucogaster
- Southern Grasshopper Mouse, Onychomys torridus

## 分佈
這個屬的所有種類都是分佈於美國及墨西哥，都是生活於沙漠地區。

## 特徵
沙居食蝗鼠的大小跟一般的倉鼠分別不大，身體覆蓋著灰色或淺棕色的短毛，腹毛白色。耳朵、眼睛呈圓形，四肢短小但有力，尾部比倉鼠長及明顯，嘴巴細小。除了尾巴較長及耳朵稍大，其外觀跟一般倉鼠極為相似。

## 習性
沙居食蝗鼠不像其他囓齒目的同類，牠們是肉食動物。晚間牠們會外出覓食，有時單獨、有時則會兩隻一起對付獵物。發現目標時，牠們會像貓一樣慢慢靠近目標，快速地啃咬獵物。
這種凶猛的小鼠具有地盤意識，一旦有敵人接近牠們的巢穴，特別是護幼的成鼠，牠們便會以後腿站立，仰天嚎叫以嚇退敵人；若不得要領，沙居食蝗鼠便會奮起反擊，通常是雌鼠迎擊敵人，雄鼠在附近戒備。
沙居食蝗鼠獵食各種沙漠中出現的小動物，包括蝗蟲、蚱蜢、蟋蟀、捕鳥蛛科、蠍子、蜈蚣、蜥蜴、蛇，及其他鼠類。牠們對各種能分泌毒液的生物，如蠍子、蜘蛛、毒蛇等都有免疫。